# Тогузов, Каурбек Темболатович

Меамориальная доска на доме № 28 на улице Ленина, Владикавказ. Автор: скульптор Ибрагим Хаев. Установлена 29.12.2015

Каурбе́к Тембола́тович То́гузов (21 декабря 1919, Ардон, Терская область, РСФСР — 16 августа 2009, Владикавказ, Российская Федерация) — участник Великой Отечественной войны. Командир орудия 138-го гвардейского артиллерийского полка 67-й гвардейской стрелковой дивизии 6-й гвардейской армии Воронежского фронта, старший сержант. Герой Советского Союза (1943).

## Биография
Родился 21 декабря 1919 года в городе Ардоне республики Северная Осетия в семье рабочего.
По окончании 10 классов, работал слесарем на Орджоникидзевском вагоноремонтном заводе. В 1937 году был репрессирован и расстрелян его отец. В 1939 году был призван в ряды Красной Армии, проходил службу в 80-м артиллерийском полку Закавказского военного округа.
Не успев демобилизоваться, ушёл на фронт. Не раз проявлял героизм в борьбе с немецкими войсками. Указом Президиума Верховного Совета СССР от 21 сентября 1943 года «за образцовое выполнение боевых заданий командования на фронте борьбы с немецко-фашистскими захватчиками и проявленные при этом мужество и героизм» гвардии старшему сержанту Каурбеку Темболатовичу Тогузову было присвоено звание Героя Советского Союза с вручением ордена Ленина и медали «Золотая Звезда» (№ 2767).
После войны демобилизовался. Вернулся в Орджоникидзе и стал активно трудиться в народном хозяйстве Северной Осетии. Долгие годы работал директором ряда Владикавказских заводов и фабрик: Орджоникидзевского пивзавода (с 1945 по 1958 год), Орджоникидзевского винзавода (с 1958 по 1976 год), Орджоникидзевской обувной фабрики (с 1977 по 1985 год). С 1986 года на пенсии, но по прежнему работал, был директором гостиницы «Кавказ». Участвовал в общественной работе, в военно-патриотическом воспитании молодёжи, в подготовке её к военной службе. 17 лет был членом Советского Комитета ветеранов войны, постоянно избирался в состав Северо-Осетинского республиканского совета ветеранов.
Умер 16 августа 2009 года, на 90-м году жизни. Похоронен с воинскими почестями на Аллее Славы Красногвардейского парка Владикавказа.

## Награды
- Герой Советского Союза (21 сентября 1943) — за образцовое выполнение боевых заданий командования на фронте борьбы с немецко-фашистскими захватчиками и проявленные при этом мужество и героизм;
- орден Ленина (21 сентября 1943);
- орден Красного Знамени;
- орден Отечественной войны I степени (11 марта 1985);
- орден Красной Звезды;
- Орден Дружбы (2 мая 2005);
- медали, в том числе:
  - медаль «За отвагу»;
  - медаль «За трудовую доблесть».